# Marcha Peronista

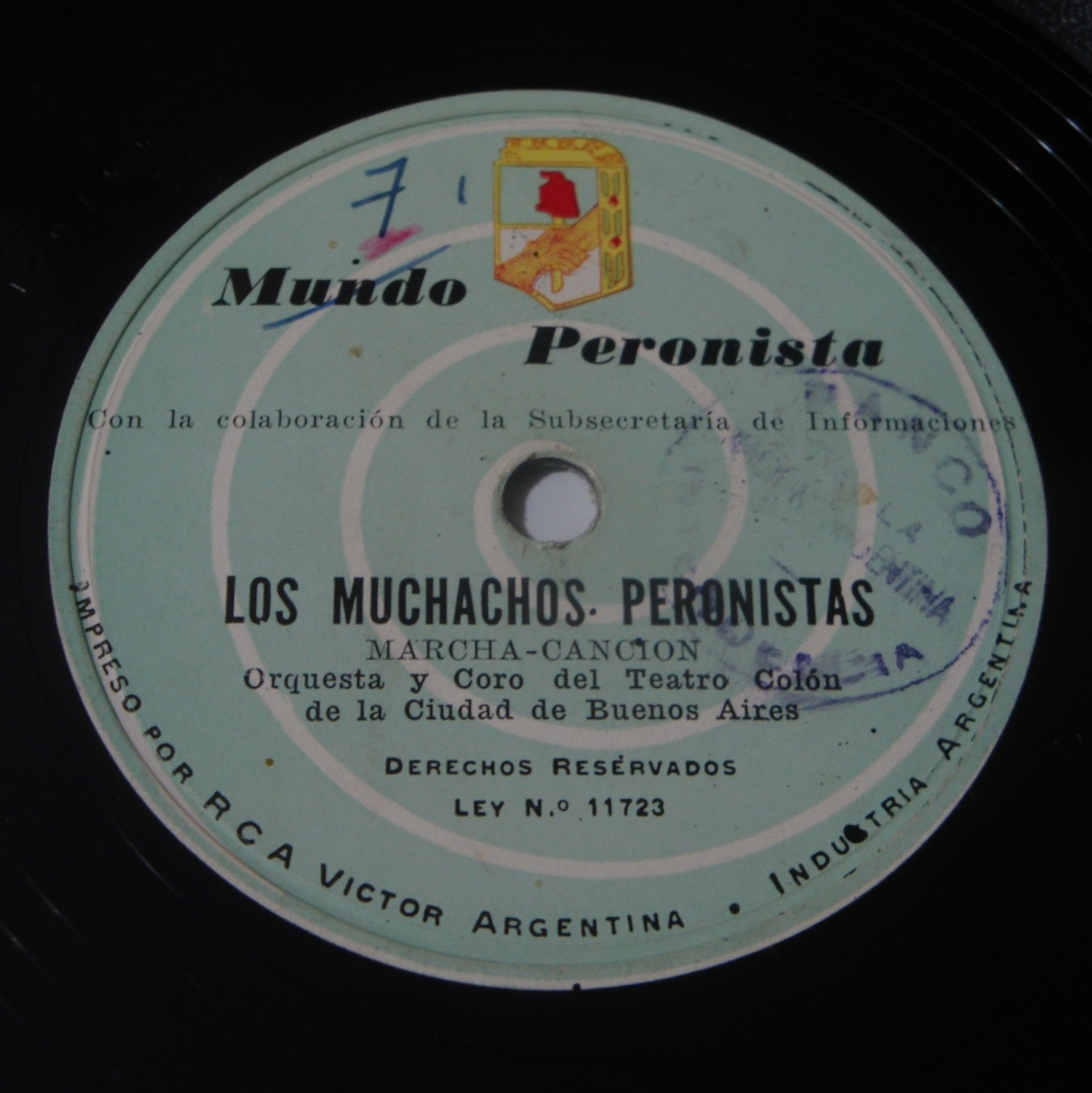
Los Muchachos peronistas, editado en un disco de pasta de 1955.

La marcha peronista, llamada oficialmente Los muchachos peronistas, es la principal marcha partidaria del peronismo. Aunque es de autor anónimo, diversos compositores se han adjudicado su letra y su música. Hay testimonios que aseguran que se cantó por primera vez en la Casa Rosada el 17 de octubre de 1948.
Fue interpretada por diversos artistas en versiones cantadas e instrumentales, siendo la más popular la grabada por el cantor, actor, autor y director cinematográfico Hugo del Carril en 1949. También se destacan las de  Héctor Mauré y la de la orquesta de Francisco Canaro. Se registraron grabaciones instrumentales de la marcha en tiempo de tango, jazz, carnavalito, chacarera, vals y heavy metal.
La melodía correspondiente al estribillo de la Marcha Peronista se generalizó en el deporte reemplazando la letra «Perón, Perón, qué grande sos», por «Dale campeón, dale campeón».

## Origen
Los historiadores de música popular argentina Néstor Pinsón y Ricardo García Blaya analizan en un artículo titulado "El origen deportivo y murguero de la marcha peronista", todas las menciones publicadas referidas al origen de la marcha. Tomando en consideración el conjunto de investigaciones y datos existentes, los autores concluyen que la música de la marcha peronista surge de dos melodías diferentes, aparecidas en la segunda mitad de la década de 1920.
La melodía del estribillo ("Perón, Perón, qué grande sos...) habría surgido de una melodía utilizaba por una murga del barrio obrero de La Boca, que tenía como letra la siguiente:

¿Pa' qué bebés
si no sabés?
¿Pa' qué tomás
si te hace mal?
¡Tomá tomate
te hace bien!

Con respecto a la letra y música de las estrofas de la marcha, Pinsón y García Blaya constatan que la misma deriva de la marcha del club Barracas Juniors, compuesta a fines de la década de 1920. La música de la marcha del club había sido compuesta por Juan Raimundo Streiff, bandoneonista y empleado de correo, mientras que la letra había sido escrita por un vecino conocido como “El turco Mufarri”, especialista en letras de murgas. La letra de Mufarri dice:

Los muchachos de Barracas
todos juntos cantaremos
y al mismo tiempo daremos
un hurra de corazón.
Por esos bravos muchachos
que lucharon con fervor
por defender los colores
de esta gran institución.

Una melodía similar a esta puede escucharse en la Marcha del Club Platense grabada por Floreal Ruiz en 1939.

Con modificaciones musicales y líricas, tomando como base las melodías y letras señaladas, la marcha peronista surgió probablemente en 1948, año que corresponde a la primera referencia que se tiene de la misma. Se desconoce el autor de las seis estrofas y el estribillo, así como de quien aporta el grito de remate de la primera estrofa ("¡Viva Perón, Viva Perón!"), de cada una de las tres series dobles.
La referencia al "primer trabajador" que contiene la letra, se corresponde con una frase del secretario general del sindicato de trabajadores ferroviarios, la Unión Ferroviaria, el socialista José Domenech, que en una asamblea sindical realizada en Rosario presentó al entonces coronel Juan D. Perón diciendo "Perón es el primer trabajador argentino".
Hay una versión de la canción creada después del exilio de perón en septiembre de 1955, está canción pide el regreso de Perón a Argentina.

## Letra
Los muchachos peronistas,

todos unidos triunfaremos,

y como siempre daremos

un grito de corazón:

«¡Viva Perón, viva Perón!».

Por ese gran argentino

que se supo conquistar

a la gran masa del pueblo,

Combatiendo al capital.

¡Perón, Perón, qué grande sos!
¡Mi general, cuánto valés!
Perón, Perón, gran conductor,
sos el primer trabajador

Por los principios sociales

que Perón ha establecido,

el pueblo entero está unido

y grita de corazón:

«¡Viva Perón! ¡Viva Perón!».

Por ese gran argentino

que trabajó sin cesar

para que reine en el pueblo

el amor y la igualdad.

¡Perón, Perón, qué grande sos!
¡Mi general, cuánto valés!
Perón, Perón, gran conductor,
sos el primer trabajador

Imitemos el ejemplo

de este varón argentino

y siguiendo su camino

gritemos de corazón:

«¡Viva Perón! ¡Viva Perón!».

Porque la Argentina grande

con que San Martín soñó

es la realidad efectiva

que debemos a Perón.

¡Perón, Perón, qué grande sos!
¡Mi general, cuánto valés!
Perón, Perón, gran conductor,
sos el primer trabajador
¡Vuelve perón!

¡Vuelve perón!

El pueblo vibra de emoción

¡Vuelve perón!

¡Vuelve perón!

Para salvar a la nación.

Con su regreso a la Patria

reina otra vez la alegría

que se perdió aquel día,

en que Perón se alejó,

pero con gran decisión

el noble pueblo argentino

para regir su destino,

vuelve a elegir a perón.

¡Vuelve perón!

¡Vuelve perón!

Renace así la libertad

¡Vuelve perón!

¡Vuelve perón!

Hoy todo es felicidad

con perón en el gobierno

la argentina del mañana,

justa, libre y soberana,

otra vez volverá a ser,

porque estando el general

habrá pan trabajo y paz

y todos disfrutaran 

de la justicia socia.l

¡Vuelve perón!

¡Vuelve perón!

Vuelve con él la redención

¡Vuelve perón!

¡Vuelve perón!

Trayéndonos la solución

por los mártires sagrados

y por la mujer bendita

que fue nuestra Santa Evita,

volveremos a luchar,

para demostrar al mundo

que el pueblo de san martín

como siempre y hasta el fin

da la vida por Perón.

¡Vuelve perón!

¡Vuelve perón!

El pueblo vibra de emoción

¡Vuelve perón!

¡Vuelve perón!

Para salvar a la nación.

A lo largo de los años, la letra original se ha mantenido igual, pero distintas agrupaciones políticas han ido agregando estrofas.
Por ejemplo, los Montoneros solían cantar:

Con el fusil en la mano,

y Evita en el corazón,

Montoneros, "patria o muerte",

los soldados de Perón.

Ocasionalmente se agregaba la siguiente estrofa:

Ayer fue la Resistencia,

hoy Montoneros y FAR,

y mañana el pueblo entero,

en la guerra popular.

Guardia de Hierro (Argentina), en cambio, cantaba:

Los gorilas pisotearon

la Patria con su traición,

y en tu juventud guerrera

no habrá olvido ni perdón.

En la actualidad también es muy frecuente la añadidura de un verso relacionado con los gobiernos de Néstor Kirchner y Cristina Fernández de Kirchner:

Resistimos en los '90,

volvimos en el 2003.

Junto a Néstor y Cristina,

la gloriosa JP.